# Colère

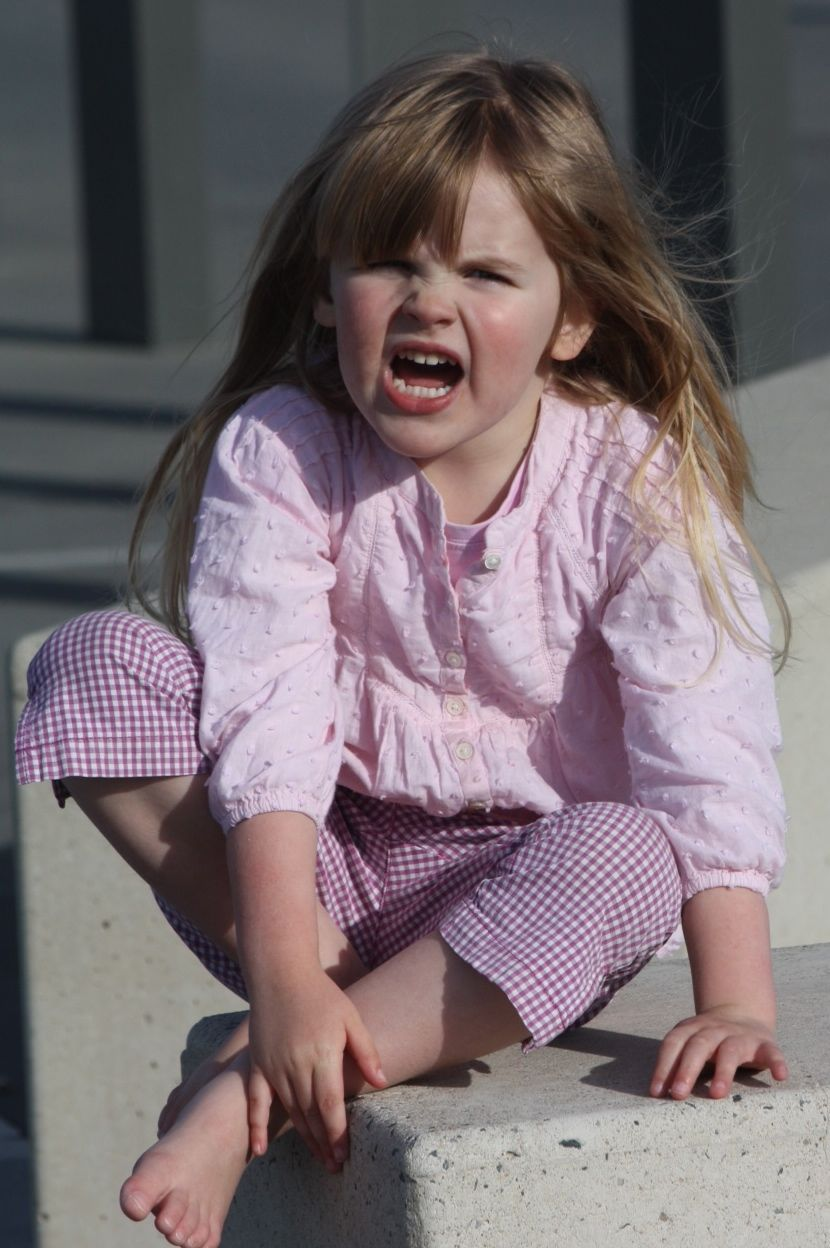
Expression de colère chez une petite fille.

La colère est un état affectif violent et passager, résultant du sentiment d'une agression, d'un désagrément, une frustration, traduisant un vif mécontentement entraînant des manifestations physiques ou psychologiques par une personne. Ces manifestations peuvent être contrôlées.
Selon certains philosophes grecs, notamment Aristote, la colère peut faire souffrir celui qui l'exprime et peut être ainsi considérée comme une passion.

## Étymologie et définitions
Selon le Littré, le mot français « colère » est issu du latin « cholera  » signifiant « bile » ou « colère », lui même issu du grec χολέρα / kholéra, « choléra ». « Colère » est entré assez tard dans le vocabulaire de la langue française. Autrefois, le mot habituel pour désigner la colère était « ire ». Le mot « chole » est apparu ensuite (du grec χολὴ / kholè, « bile ») et a été longtemps utilisé dans le sens d'emportement.
Selon le dictionnaire Larousse, le terme « colère » est défini comme un « état affectif violent et passager, résultant du sentiment d'une agression, d'un désagrément, traduisant un vif mécontentement et accompagné de réactions brutales ». Selon le CNRTL, le mot colère est défini plus simplement comme une « vive émotion de l'âme se traduisant par une violente réaction physique et psychique ». Le dictionnaire Littré présente la colère comme « un sentiment d'irritation contre ce qui nous blesse ». Le Nouveau dictionnaire de la langue française, conçu et élaboré par le grammairien français Jean-Charles Laveaux et publié en 1828, présente la colère comme une « émotion de l'âme » et définit le terme comme un « accès de fureur » causé par une injure entraînant un désir de se venger.

## Aspects médicaux

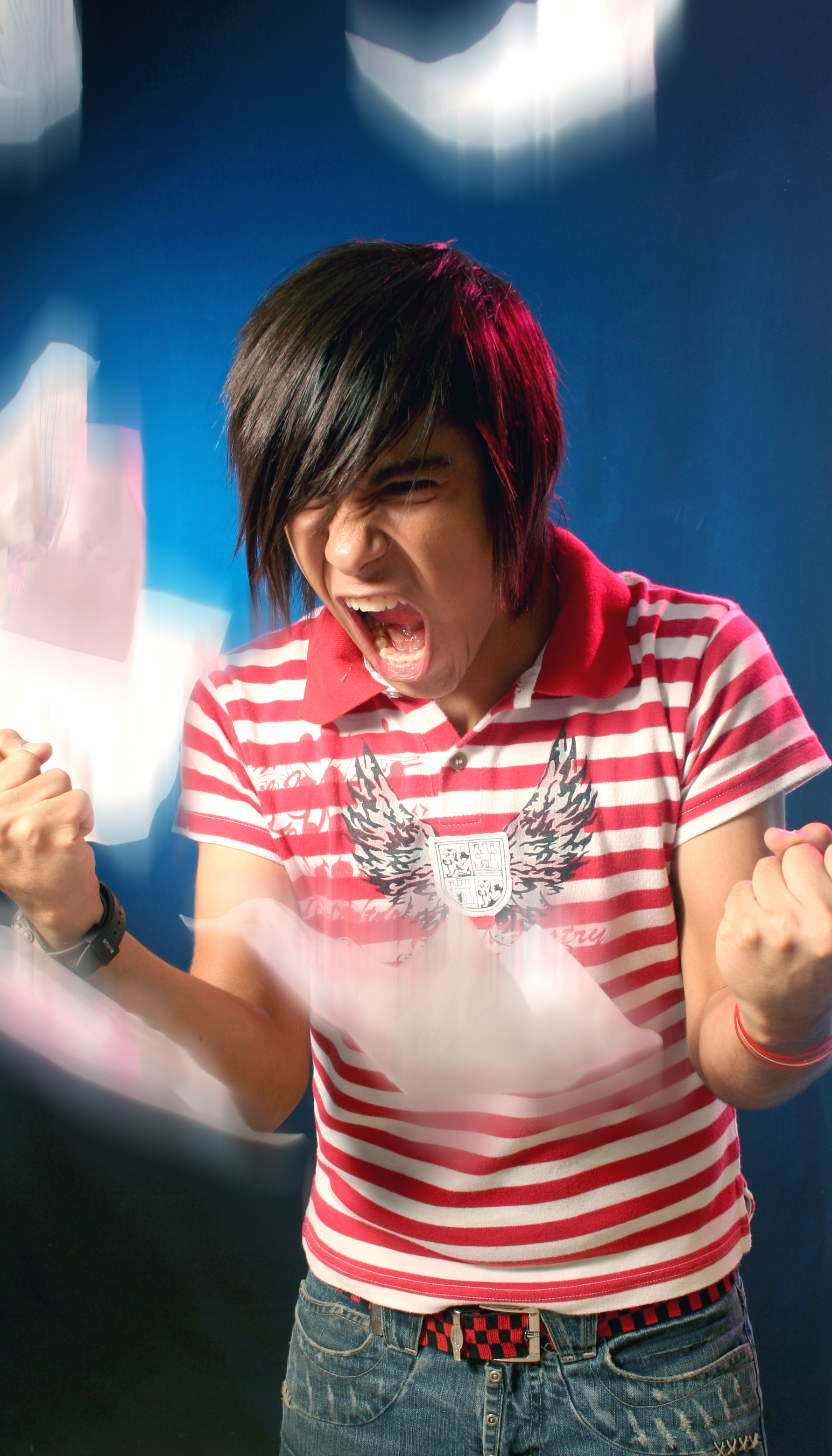
État colérique.

### Biologie
La colère, à l'instar de toutes les émotions, n’est pas uniquement localisée dans le cerveau humain. Selon une étude publiée par le site EurekAlert!, publié par L’association américaine pour le progrès de la science (AAAS), « la colère provoque des changements profonds de l’état d’esprit des sujets par rapport à différents paramètres psychologiques – ils se sentaient plus irrités et leur état d’esprit était davantage négatif. ».
La colère provoque plusieurs modifications physiologiques et mentales préparant le corps au mouvement et à la réaction. Elle se traduit par une augmentation de l'activité cardio-respiratoire, une accélération du rythme cardiaque et un afflux de sang, notamment dans la partie supérieure du corps, ce qui peut colorer la peau. La respiration devient ample et rapide, ce qui cause notamment la hausse involontaire du volume sonore lors de l'expression de la parole. La colère provoque aussi une contraction involontaire du corps dans son ensemble et en particulier des mains, qui tendent alors à se fermer en poing, ainsi que du visage dont les sourcils se froncent, et les mâchoires se serrent, donnant une expression dure au visage. Les narines se dilatent pour s'adapter à un flux d'air plus important. Le sujet ressent un échauffement de la peau et le besoin d'agir. La colère, cependant, est le plus souvent de courte durée : ses signes s'effacent lorsque l'attention se centre sur un objet neutre et ses effets s'estompent.

### Psychologie

#### Description
Selon l'enquête de la journaliste Christine Baudry, les études de psychologie ont démontré, et expérimentent chaque jour, les effets nocifs de la censure de la colère dite « colère rentrée », qui enferme l'individu dans des zones de non-dits et parasite la relation à soi-même et aux autres. Il existe pourtant des expressions positives de la colère, qu'il est possible d'apprendre, de même qu'il est possible et souvent souhaitable d'accueillir la colère des autres. Pour mémoire, « chez les Inuits, la colère s'exprime toujours en public, les deux adversaires s'insultent, s'injurient, jusqu'à ce que les rires des spectateurs et spectatrices de cette joute, où aucun coup n'est échangé mais où aucun mot n'est censuré, les départagent. »
Si la colère est une forme d'expression licite d'indignation contre l'injustice, elle est parfois incontrôlable. Face à un mal subi, la personne en colère ne se contente pas alors de répondre par un mal équivalent, rétablissant une sorte d'ordre de droit égalitaire, mais rend facilement au centuple le mal qu'elle a subi. Pour Albert Camus, « la révolte est le refus d'une part de l'existence au nom d'une autre part qu'elle exalte. Plus cette exaltation est profonde, plus implacable est le refus. Ensuite, lorsque dans le vertige et la fureur, la révolte passe du tout ou rien, à la négation de tout être et de toute nature humaine, elle se renie à cet endroit ». La colère, lorsqu'elle est aveugle et dévastatrice, devient de la fureur et engendre de la peur.

#### Différents types de colère
Selon Gonzague Masquelier, psychothérapeute didacticien et directeur de l’école parisienne de Gestalt, l'état de colère chez l'être humain peut se développer selon quatre modes différents :
- La « colère étouffée » ; non déclarée, elle se manifeste chez une personne se définissant comme incapable de se mettre en colère.
- La « colère rentrée » ou rétro-réfléchie ; non exprimée, la personne enferme sa colère en elle.
- La « colère réfléchie » ; liée à une réflexion personnelle, elle est déviée par la personne sur un autre objet que celui qui est lié à sa colère.
- La « colère hypertrophiée (fureur) » ;  exprimée dans l'excès et disproportionnée par rapport à sa raison, elle peut entraîner la personne à commettre des actes violents.

#### Colère et rage
Au niveau de la médecine psychiatrique, la rage est l'état mental le plus extrême du spectre de la colère. Lorsqu'un patient est sujet à la rage, cela se termine lorsque la menace n'est plus oppressante ou que le patient atteint de rage est immobilisé. Des problèmes psychopathologiques tels que la dépression augmentent les chances et l'exposition à la rage,.

## Aspects religieux

### Tradition chrétienne
Dans la Tradition catholique, la colère fait partie des sept péchés capitaux, avec l'acédie (ou la paresse spirituelle), la gourmandise, l'orgueil, la luxure, l'avarice et l'envie.

#### Évagre le Pontique

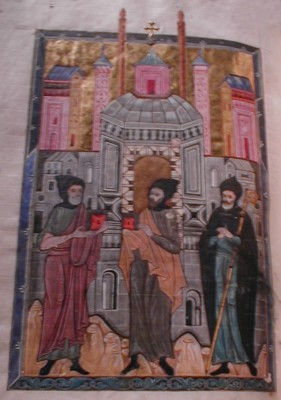
Évagre le Pontique (à gauche).

Évagre le Pontique est le premier à définir la colère comme un péché capital, c'est-à-dire source d'autres péchés. On lit par exemple, dans une formulation empruntée largement au stoïcisme (voir le commentaire de l'éditeur) : « La colère est une passion très prompte. On dit, en effet, qu'elle est un bouillonnement de la partie irascible et un mouvement contre celui qui a fait du tort ou paraît en avoir fait. » Ce tort causé engendre d'abord une autre passion, la tristesse, d'où procède donc la colère. On lit ainsi : « Ne t'abandonne pas à la pensée de la colère, en combattant intérieurement celui qui t'a contristé, ni à celle de la fornication, en imaginant continuellement le plaisir. D'un côté, l'âme est obscurcie, de l'autre, elle est invitée à laisser s'embraser sa passion; dans les deux cas, l'intellect est souillé… comme un chien fait d'une jeune biche. »
Mais de manière générale, comme on le voit aussi dans la tradition latine à la suite de Cassien[Lequel ?], la tristesse est placée après la colère : « La tristesse… provient des pensées de la colère; en effet, la colère est un désir de vengeance, et la vengeance non satisfaite produit la tristesse. »
La clef du succès contre cette passion est de mépriser aussi bien la gloire que l'infamie : 
Il faut prendre soin des passions, et ainsi nous surmonterons facilement les pensées. Par exemple, contre la fornication (utiliser) épuisement du corps, jeûne, veille, retraite; contre la colère et la tristesse, mépriser la matière, la gloire et l'infamie.
Une seule colère est légitime : « Il n'y a pas de colère juste, sauf celle qui est dirigée contre les démons; les autres (colères) sont contre nature; car "pour ceux qui font preuve de toute douceur envers tous les hommes" (Tite 3, 2) se mettre en colère est contre nature. »

#### Thomas d'Aquin
Thomas d'Aquin est un philosophe scolastique, fondateur du thomisme. Dans le traité la Somme théologique, il a consacré trois questions à la colère : Partie 2a, Questions 46, 47 et 48.
Pour Thomas d'Aquin, « se mettre en colère est louable si l'on s'irrite selon la droite raison ». Il donne trois critères : un objet juste, une intention droite et une réaction mesurée.

#### Dans le catholicisme contemporain
Pour Pascal Ide, la colère est la réaction face à ce qui est perçu comme un préjudice. Elle n'est pas à priori un péché mais peut le devenir si elle dépasse trois critères. Le premier est que son objet doit être conforme à la justice, le deuxième est l'intention qui doit être droite, le troisième est la réaction qui doit être mesurée, car si elle est violente elle devient déshumanisante.
La colère fait partie des péchés capitaux listés par le catéchisme de l'Église catholique au paragraphe 1866,.
Alain Richard distingue la « colère basse », un sentiment, et la « colère haute », dirigée vers l'action qui comporte par la violence un non-respect de la dignité d'autrui.

#### Dans le récit biblique
La colère de Dieu est présente cinq fois plus souvent que celle des hommes dans le récit biblique. Elle peut être vue comme un symbole de force et de détermination divine. Elle est également un révélateur du péché du peuple. Elle est pédagogique, c'est-à-dire que le pardon lui suit.
La colère est présente dès le livre de la Genèse, par laquelle Caïn tue Abel. Le livre des Proverbes, l'Épître aux Colossiens ou le récit des Béatitudes condamnent la colère. Pourtant des colères justes sont décrites : Moïse face au Veau d'or, Jésus face aux marchands du Temple ou lors de la guérison de l'homme à la main paralysée.

### Tradition bouddhiste
Pour les bouddhistes, la « colère-aversion » fait partie des trois poisons de l'esprit, avec le désir-attachement, ou Trishna, et l'ignorance, ou Avidyā. Le 14e dalaï-lama précise que la colère étant passagère, comme les autres défauts de l'esprit, elle n'est pas inhérente. La colère est classée dans la catégorie des poisons mentaux ou émotions perturbatrices qui ne sont pas liés à des vues déformées ou croyances. Pour l'affaiblir, la méditation sur l'amour-tendresse en constitue un antidote contrecarrant. La colère a pour origine l'ignorance et l'intelligence confuse se fixant sur l’existence indépendante des phénomènes. Ainsi, pour éliminer la colère, la sagesse de la réalisation de l'absence d’ego en est l'antidote.

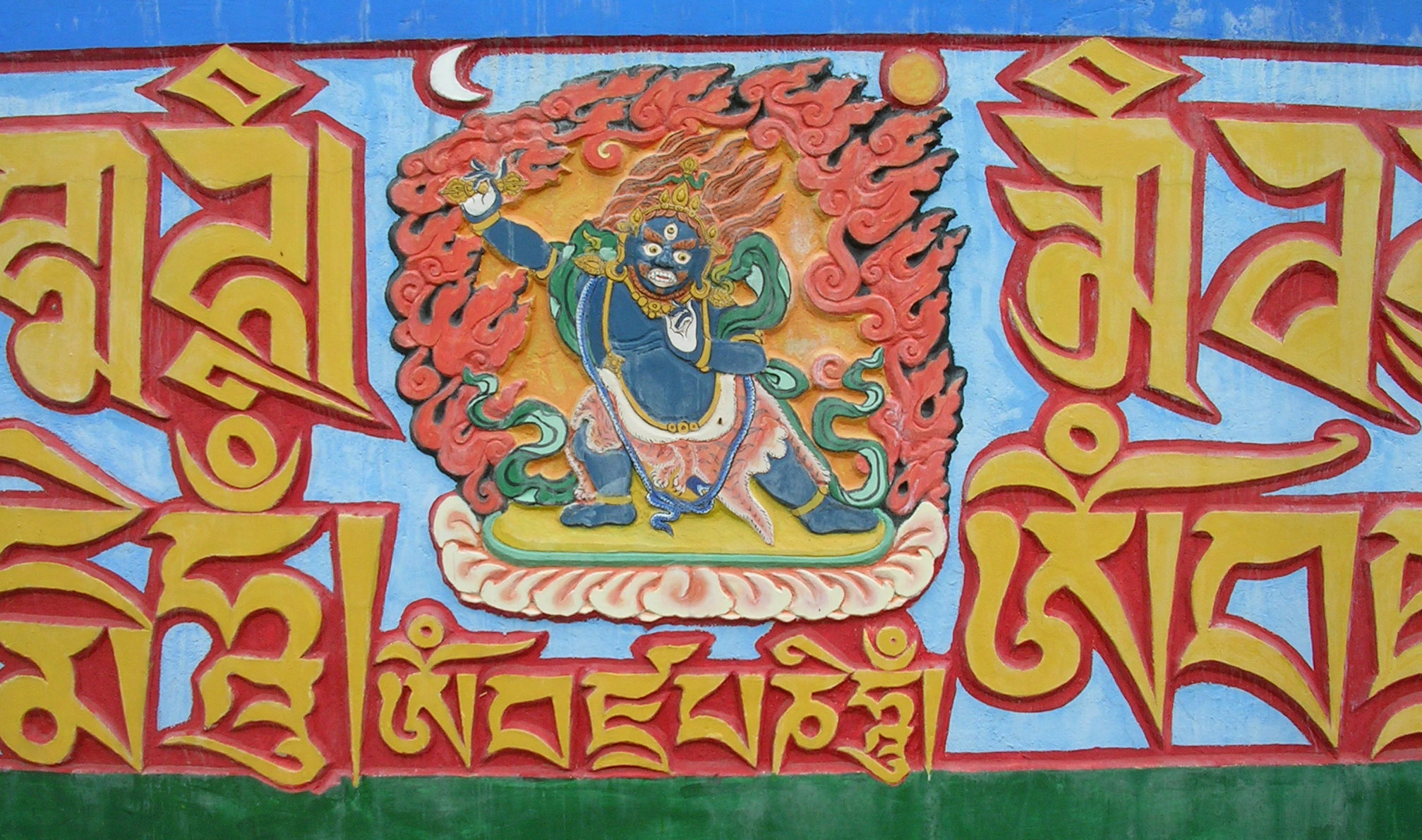
Mahakala à Dag Shang Kagyu.

Dans la tradition karma-kagyu, un rituel lié à Mahakala, « Éliminer la Colère par le Feu » (tibétain : སཌང་བ་རྣམ་སྲེག, Wylie : sDang ba  rnam sreg) a été écrit par le 6e karmapa à la demande du 1er Gyaltsap Rinpoché.
Dans la pratique de la patience, confronté à la colère et l'agressivité dans la vie quotidienne, il est conseillé aux bouddhistes de s'efforcer ne pas répondre par la colère, en surmontant ses émotions, qui engendrent un karma négatif.
La voie du mahamoudra et du dzogchen expose la possibilité de transmuter les émotions comme la colère, sans l'exprimer ni la réprimer, en expérimentant son essence, la clarté dynamique de l'esprit, qui permet de réaliser la « clarté-vide ».
« Les dieux sont autocrates. Ils ont confisqué l'immortalité et la colère. Seul Dieu a le droit d'être en colère » : c'est l' ire de Dieu, un flot d'ouragan, un souffle torride qui balaye tout sur son passage[réf. nécessaire].
 Dans le milieu familial, à l'école, la situation n'est guère différente[réf. nécessaire].

## Aspect philosophique

### Mythologie
Dans la mythologie grecque, Lyssa qui personnifie la colère est engendrée par Ouranos et Gaïa, respectivement l'Air et la Terre-Mère, qui donnent en même temps naissance à la Terreur, l'Habileté et la Dissension. Elle était souvent apparentée aux Maniae, les déesses de la folie. Son équivalent romain était nommé Ira. L'auteur latin Hygin la présente comme une fille de Gaïa et d'Éther.
Toujours dans la mythologie grecque, Némésis (en grec ancien Νέμεσις / Némesis) personnifie la juste colère des dieux et elle est liée au châtiment céleste. Le substantif « némésis » est employé par antonomase pour désigner la colère ou la vengeance divine.

### Aristote

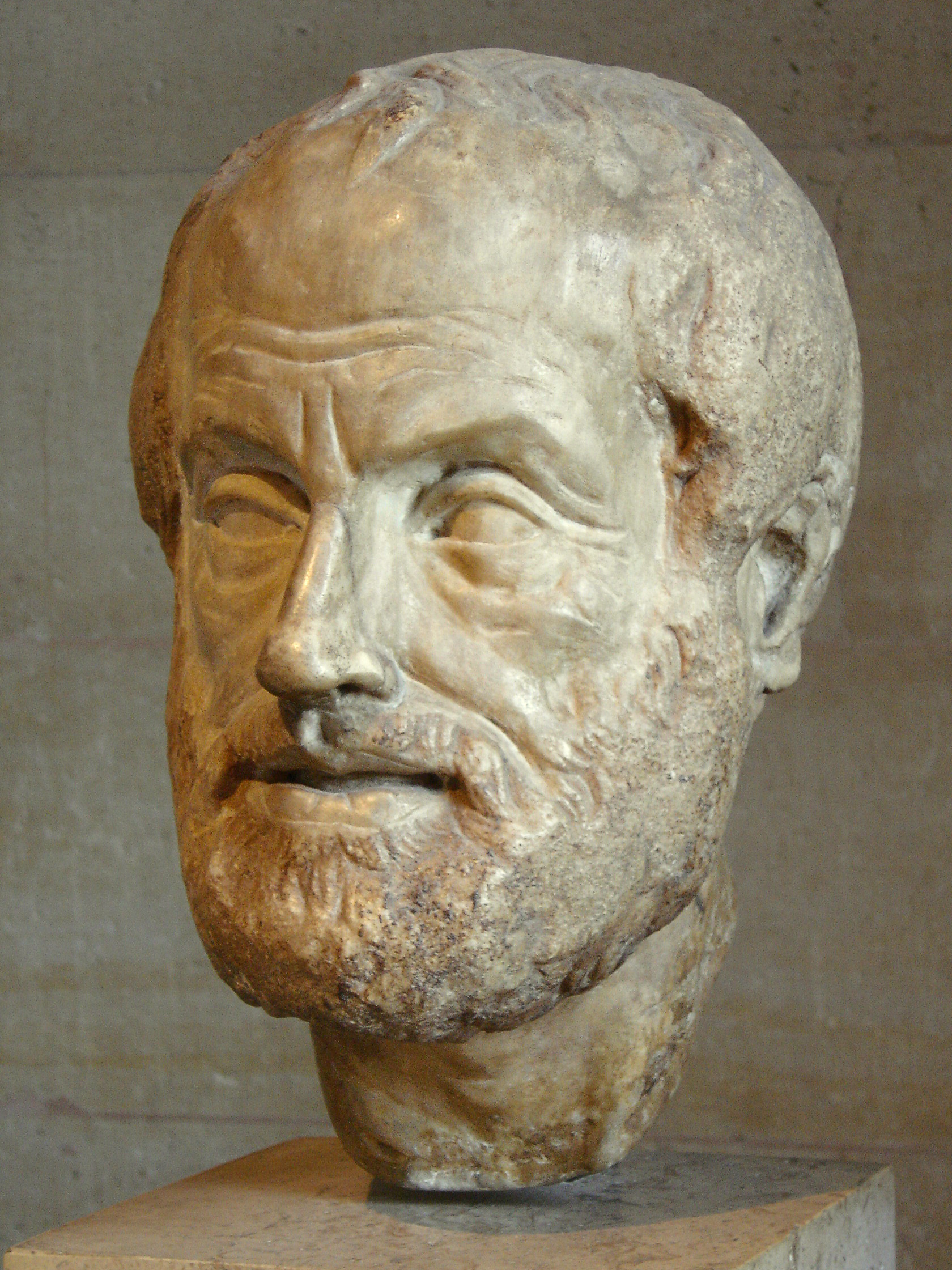
Aristote

Aristote (384 av. J.-C. – 322 av. J.-C.), qui a fondé l'école du Lycée et l'école des péripatéticiens, a consacré dans la Rhétorique un chapitre sur la colère : De ceux qui excitent la colère ; des gens en colère ; des motifs de colère.
Selon Aristote, toutes nos actions se rattachent nécessairement à sept causes diverses : le hasard, la contrainte, la nature, l'habitude, le calcul, la colère et le désir passionné. La colère, au même titre que le désir, est une passion (comme le sont aussi la pitié, la terreur, la haine, l'envie, l'émulation et la dispute). Le philosophe s'intéresse bien plus à l'état psychologique lié à la colère et c'est en dialecticien qu'il la définit ainsi  « Admettons que la colère soit le désir douloureux de se venger publiquement d'un mépris publiquement manifesté à notre endroit, où à l'égard des nôtres, ce mépris n'étant pas justifié. ».

### Sénèque

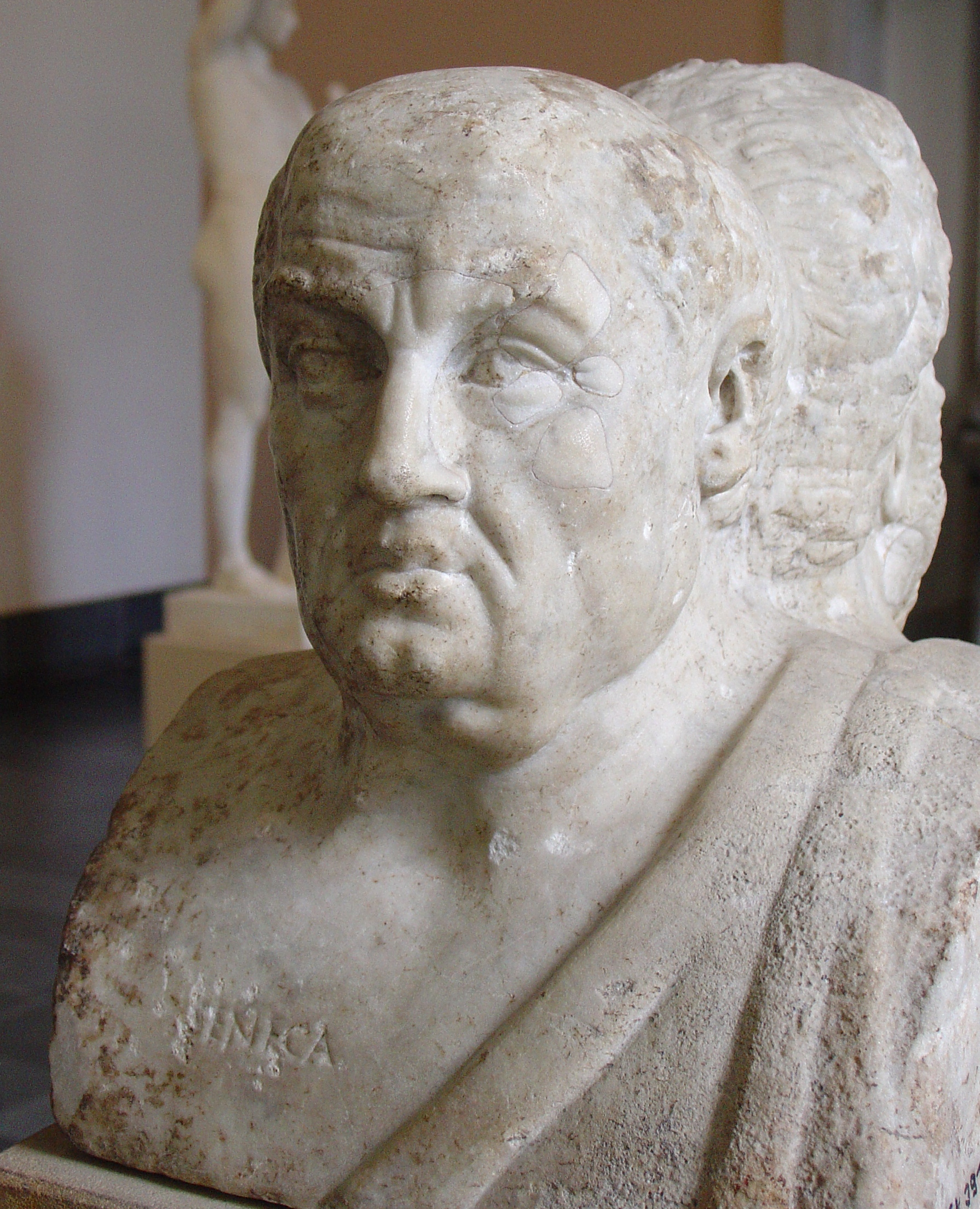
Sénèque

Sénèque (v. 4 av. J.-C. - 65 ap. J.-C.) est un philosophe stoïcien qui, comme tel, prône le contrôle des passions et l'appui de la raison contre les influences brutales des émotions. Son traité De la colère (De Ira) explicite sa position de stoïcien sur la passion de colère. Il la considère comme une folie temporaire, nuisible et dangereuse, commune aux femmes, aux hommes et aux enfants, qui au lieu de s'opposer au mal et à l'injustice, peut y pousser. En cela, elle n'est pas noble car elle ne pousse pas uniquement à la justice et n'est pas une émotion raisonnable et raisonnée. Parce qu'elle obscurcit le jugement et remplace la considération raisonnée, elle peut également mener à la peur ou à la cupidité et détourner l'homme de son but. De plus la colère n'est pas apaisée par la vérité et peut au contraire y trouver de nouveaux griefs.
Sénèque n'accorde de plus aucune valeur militaire à la colère où elle ne supplée pas au courage, mais fait au contraire remarquer que malgré leur férocité et leur furie, les troupes germaniques sont régulièrement défaites par l'armée romaine professionnelle et disciplinée. Il s'oppose à toute prise de décision sous son influence et déconseille d'accéder aux désirs des enfants qui s'emportent.
La peur est absente pendant la colère. L'hyperbole est un mode d'expression courante pendant une colère.
Contrairement à la volonté qui est le désir d'un bien accompagné de raison, la colère est irraisonnée. Elle est un désir de vengeance, secondaire à une marque de mépris, et, comme tout désir de vengeance, elle s'adresse toujours à quelqu'un en particulier : On n'agit jamais avec colère contre une personne sur qui l'on ne peut exercer sa vengeance. Le plaisir qui l'accompagne vient de l'espoir de cette vengeance.
Par mépris, il faut entendre le dédain, la vexation et l'outrage. Le mépris n'assigne aucune valeur à celui qui en est l'objet. La vexation consiste à obtenir que la volonté d'autrui ne s'accomplisse pas. L'outrage est de causer de la honte à quelqu'un, et d'y trouver de la jouissance, en se fondant dans la croyance qu'il y a un avantage sur celui qui est déshonoré.
On pense devoir être honoré, de ceux qui sont inférieurs dans un système hiérarchisé (richesse, rang de naissance, pouvoir…) ou de ceux dont on croit devoir attendre un bon office. Ainsi on ne peut ressentir une colère contre ceux qui peuvent nous être supérieurs ; dans ce cas, ou bien on n'agit pas avec colère, ou bien on le fait d'une manière moins énergique. La colère est le contraire du fait d'être calme. Le calme est un retour de l'âme à l'état normal et un apaisement de la colère.
Selon Sénèque, ce qui fait tomber la colère est l'acte de repentance, d'humiliation, ou le fait d'agir avec considération. On devient calme après avoir épuisé sa colère contre un autre. Ou lorsqu'une personne qui nous a fait du tort se trouve condamnée.
La colère a son origine dans ce qui nous touche personnellement, tandis que la haine est indépendante de ce qui se rattache à notre personne. La colère peut guérir avec le temps, pas la haine. La haine s'attaque plus à une classe de gens. La colère s'accompagne de peine, non la haine. La colère peut porter à la haine.
La colère, comme l'inimitié, peut inspirer la crainte, par le pouvoir et la volonté qu'elle procure. Il y a de l'assurance dans le sentiment de la colère, du fait de l'impression de subir une injustice.

### Baruch Spinoza

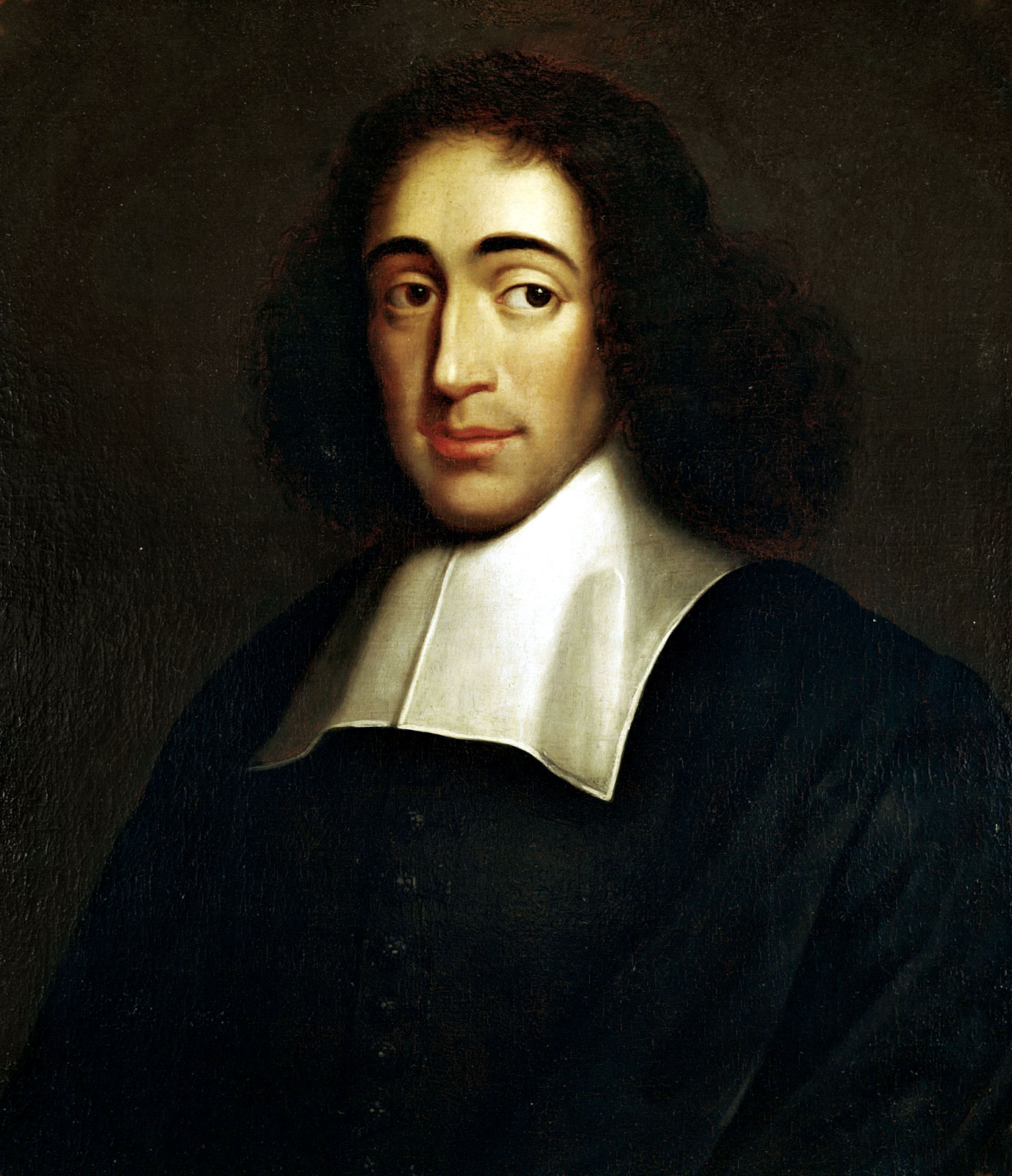
Spinoza

Les doctrines de Baruch Spinoza, 1632-1677, font partie des courants du Rationalisme, du Panthéisme et de l'Eudémonisme. La philosophie classique des affects ou sentiments distingue la colère de la haine. En effet, Spinoza définit la haine (odium) comme une tristesse accompagnée de l'idée d'une cause, donc ce qui correspondrait à un mécontentement attribué à un objet précis tandis que la colère (ira) est définie comme l'effort de causer du mal à l'objet de notre haine. « Mal », ici signifie tout ce que nous imaginons pouvoir diminuer notre puissance d'exister propre. Spinoza rejoint en ce sens le stoïcien Cicéron qui définissait la colère comme « désir (libido) de punir celui qui semble nous avoir causé un dommage injustement ». La colère serait alors la conséquence immédiate de la haine, elle-même causée par différents sentiments négatifs comme la sensation d'être menacé, une offense, une humiliation, etc. Et en tant que désir de faire subir un mal à ce qui nous en a fait subir auparavant, elle est à son tour cause de violence, de conflit, puis de haine et de colère en retour.
Spinoza oppose à la colère l' animositas, non pas l'animosité dans le sens de colère ou hostilité durable contre une personne, mais d'"ardeur, fermeté, courage". Avec la générosité, il fait de l'animositas une des deux vertus fondamentales ou forces de l'âme.
Pour lutter contre tout ce qui peut nous détruire, Spinoza oppose à la colère aveugle, le courage de l' animositas, «désir qui porte chacun de nous à faire effort pour conserver son être en vertu des seuls commandements de la raison. »

## Aspects judiciaires et politiques

### Études

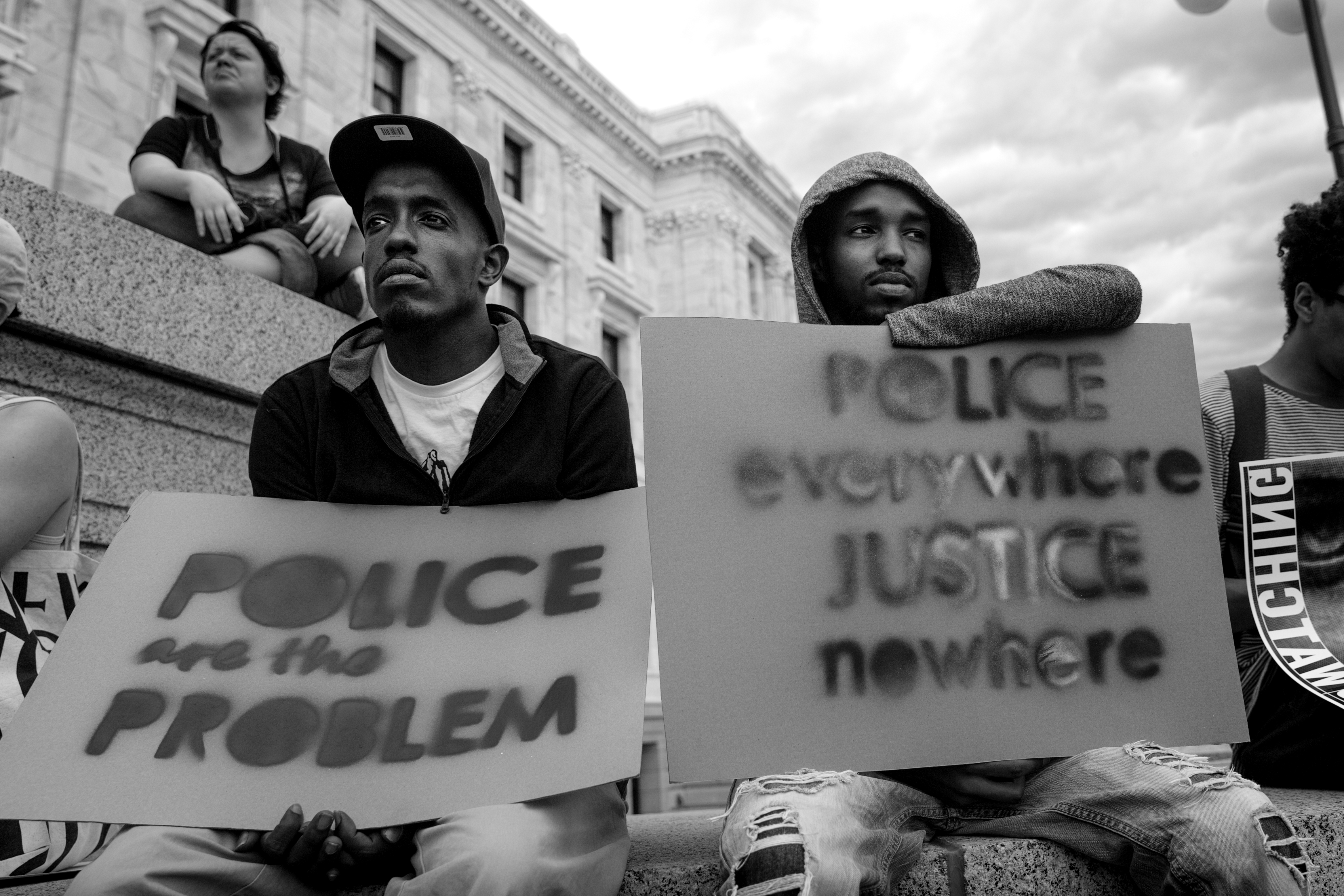
Le sentiment d'injustice peut entraîner une sensation de colère (Manifestants contestant une décision de justice devant le capitole de Saint-Paul aux États-Unis).

Pour Lytta Basset l'injustice est un des mobiles de la colère et « une personne en colère est une personne qui n'a pas renoncé à la justice ».
La question de la justice ne se pose que dans le champ des relations interpersonnelles : la colère constitue un formidable contre-pouvoir face aux idéologies de toutes sortes. Elle est un potentiel de transformation inter-individuelle, à condition de ne pas "casser" la relation.
Tant que la recherche de la justice mobilise un individu, le processus de justification est sous-jacent. Mais cela nécessite qu'une relation soit encore possible, que le sujet en colère ne s'enferme pas à l'intérieur d'elle, et qu'un Autre puisse l'accueillir.
Si ce n'est pas le cas, le sujet se met en danger. La tentation de l'auto-justification est grande, nourrissant le soupçon qu'autrui a besoin d'un coupable. La culpabilité et le sentiment de culpabilité s'entremêlent, pour le meilleur et pour le pire.
Si ce n'est pas le cas, la frontière précise entre l'auto-accusation et l'accusation réelle est mince, quelle que soit la légitimité de la colère. Le processus de justification se transforme alors en hostilité et en inimitié et celui du bouc émissaire entre en scène.
Au niveau politique, selon Marie-Claire Caloz-Tschopp, professeur à Institut d'études politiques et internationales de Lausanne, la colère est une puissance vitale qui permet de s'indigner et de se défendre en interpellant l'adversaire, entraînant une certaine forme de courage, innovation politique et civilité .

### Colères collectives

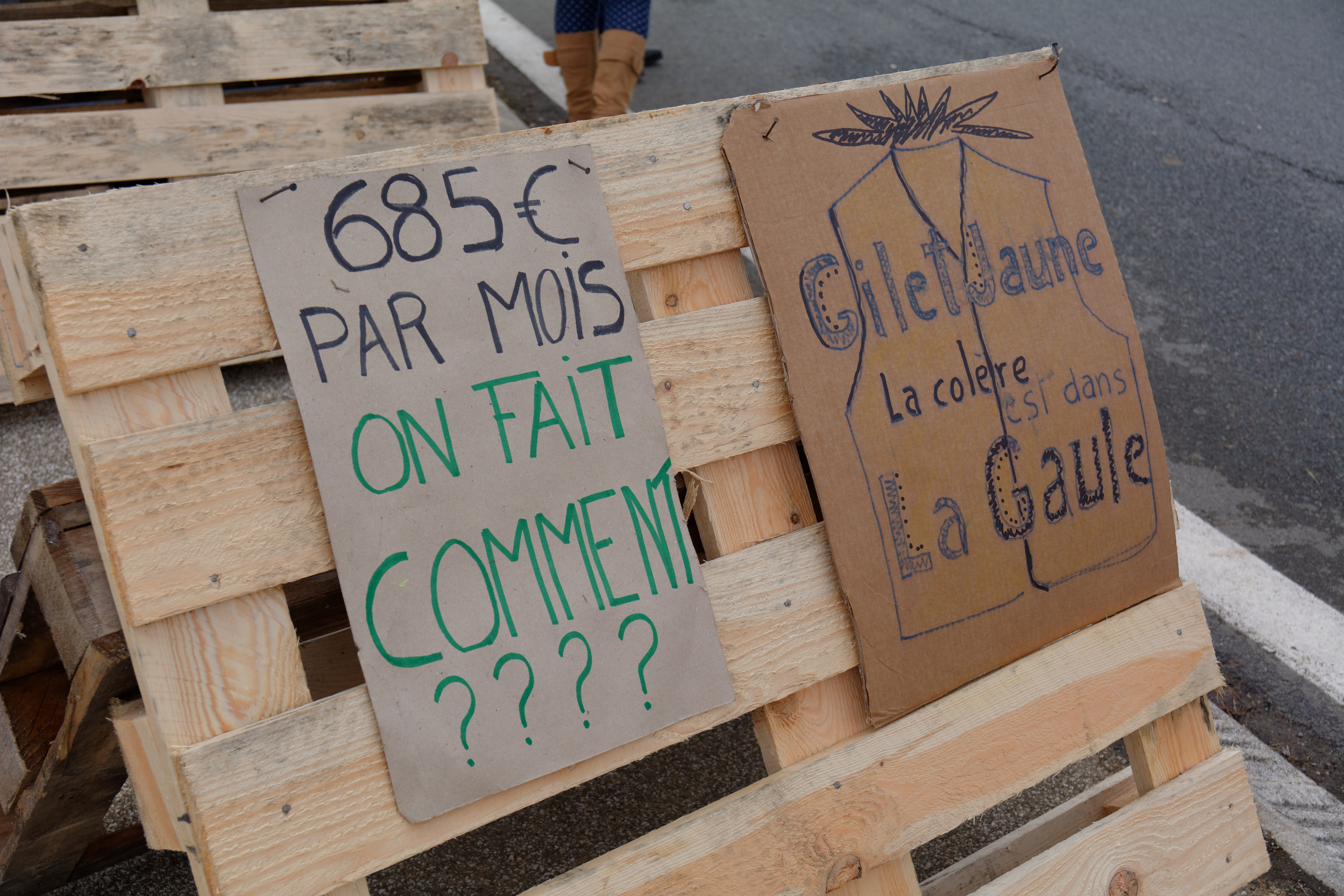
Le mot « colère », inscrit sur une pancarte lors d'une manifestation du mouvement des Gilets jaunes en France en novembre 2018.

- La grève qui se base sur le principe d'une action collective est liée à une colère de la part des personnes qui la mènent. La presse présente souvent cette action comme l'expression d'une colère de la part des salariés d'une entreprise, des agents d'une administration, voire des membres d'un secteur économique ou d'une catégorie professionnelle[41].

- La manifestation publique, liée à un mouvement de masse (défilé organisé par des syndicats professionnels, voire par des associations et quelquefois de manière spontanée), est également associée à une colère. Dans certains cas, en marge de certaines manifestations, des scènes de violences urbaines, souvent qualifiées d'émeutes peuvent parfois avoir lieu, donnant ainsi à la colère exprimée un niveau très élevé, quelquefois assimilé à de la rage. Durant les manifestations de mai 68 certains groupes qualifiés de « radicaux » revendiquèrent le nom d'« enragés ».

- L'insurrection est également une action collective liée à une révolte contre un pouvoir en place et pouvant conduire à des mouvements de violences engendrés par un état de colère extrême. Selon le philosophe Georges Didi-Huberman, « [...] le feu de la colère suscite un événement imprévisible, qui, entre fête et violence, entre allégresse et ressentiment, est toujours susceptible de bifurquer ou de se dévoyer, s’il n’est pas simplement écrasé ou canalisé par l’autorité contre laquelle il s’est dressé. »[42].

## Gestion de la colère
Les recherches en psychologie appliquée (en) et sciences affectives ont testé plusieurs stratégies de régulation émotionnelle utilisées dans diverses thérapies et techniques de gestion de la colère (en) fondées sur des données expérimentales et sur
l'expérience clinique : la suppression émotionnelle (en) par le cortex préfrontal qui consiste en l'inhibition consciente de son expression émotionnelle (posture, expression faciale, voix, comportement), stratégie parfois efficace à court terme mais risquée à long terme, car elle engendre une accumulation de stress et une détérioration de la santé mentale et physique, et peut induire des ruminations mentales ; l'évitement de l'expérience émotionnelle (évitement physique, hyperactivité, perfectionnisme…), stratégie qui a le même impact à long terme que la précédente, et qui peut déboucher vers des phobies d'évitement ou des angoisses sociales ; la réévaluation cognitive qui consiste à prendre conscience de sa colère et à la relativiser, « stratégie particulièrement efficace, étayée sur des décennies d’études en psychologie ».

## Dans les arts

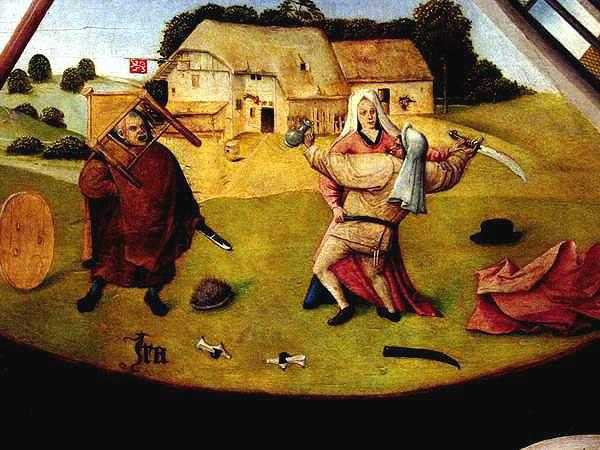
La colère. Détail des « Sept péchés capitaux » Jérôme Bosch 1475-1480.

### Dans la peinture
- Les Sept Péchés capitaux et les Quatre Dernières Étapes humaines

Ce tableau, attribué à Jérôme Bosch, réalisé vers 1500 ou ultérieurement. Huile sur panneau, le tableau représente une série de scènes circulaires. Il est actuellement exposé au Museo del Prado à Madrid (Espagne) dont la une représentation de la colère, dans sa partie inférieure.
- Colère de Dosso Dossi

Colère du peintre italien de l'École de Ferrare Dosso Dossi, datable d'environ 1514-1516, représentation symbolique de la colère, est conservé à la Fondation Cini à Venise.

### Dans la littérature
- L'Iliade

Les premiers mots du chant I de l'Iliade d'Homère introduisent le récit fondateur comme un chant sur la colère d'Achille ("Mênin aiede, thea, Peleiadeo Achileos") :

« Chante, déesse, la colère d'Achille, fils de Pélée ; détestable colère, qui aux Achéens valut des souffrances sans nombre et jeta en pâture à Hadès tant d'âmes fières de héros, tandis que de ces héros mêmes elle faisait la proie des chiens et de tous les oiseaux du ciel - pour l'achèvement du dessein de Zeus »

— Iliade, chant I, v. 1-5, trad. Paul Mazon, éd. Belles Lettres, 1937).
Si la colère contre Agamemnon conduit Achille à rester provisoirement en retrait de la bataille, elle a souvent pour fonction de pousser le héros à agir avec vigueur.
- Les Raisins de la colère (titre original en anglais : The Grapes of Wrath)

Ce roman de John Steinbeck publié en 1939 évoque les aventures d'une famille pauvre de métayers, les Joad, contrainte de quitter l'Oklahoma à cause de la sécheresse, et de la grave crise économique qui frappe les États-Unis durant la Grande Dépression.

### Au cinéma

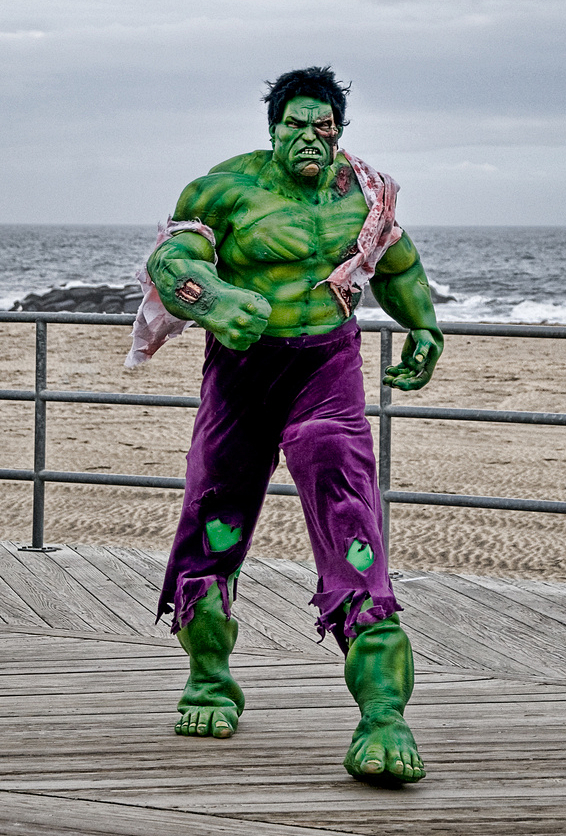
Le personnage de fiction Hulk représente une forme de colère violente (ici, personne portant un déguisement de Hulk).

- Dans la saga de Star Wars de George Lucas, la colère est ainsi considérée comme étant une composante du chemin vers le côté obscur de la Force.

- Dans le cas du super-héros Hulk, la colère et le stress déclenchent même une transformation physique du scientifique Bruce Banner, qui devient un colosse à la peau verte doté d'une force prodigieuse.

Titres de films avec le mot colère
- 1940 : Les Raisins de la colère est un film américain réalisé par John Ford en 1940. Il s'agit d'une adaptation du roman éponyme de John Steinbeck publié en 1939;
- 1943 : Jour de colère (titre original danois : Vredens Dag) est un film danois en noir et blanc de Carl Theodor Dreyer;
- 1947 : La Colère des dieux est un film français réalisé par Karel Lamač;
- 1957 : Douze hommes en colère (titre original, 12 Angry Men) est un drame judiciaire américain réalisé par Sidney Lumet;
- 1955 : Colère noire (titre original Hell on Frisco Bay) est un film américain réalisé par Frank Tuttle, sorti en 1955;
- 1970 : Colère noire (titre original Halls of Anger) est un film américain réalisé par Paul Bogart
- 1972 : Aguirre, la colère de Dieu (titre original allemand : Aguirre, der Zorn Gottes) est un film allemand réalisé par Werner Herzog;
- 1972 : La Colère de Dieu (titre original The Wrath of God) est un film américain réalisé par Ralph Nelson, sorti en 1972
- 2005 : Les Bienfaits de la colère (titre original The Upside of Anger) est une comédie dramatique et romantique américaine écrite et réalisée par Mike Binder
- 2010 : La Colère des Titans (titre original, Wrath of the Titans) est un péplum britannico-américain réalisé par Jonathan Liebesman;
- 2013 : Les Brasiers de la colère (titre original Out of the Furnace) est un thriller américano-britannique coécrit et réalisé par Scott Cooper;
- 2015 : Déesses indiennes en colère (titre original : Angry Indian Goddesses) est un film germano-indien réalisée par Pan Nalin;
- 2016 : La Colère d'un homme patient (titre original Tarde para la ira) est un film espagnol réalisé par Raúl Arévalo;

### Dans la bande dessinée
- Les melons de la colère est une bande dessinée françaises de Bastien Vivès, paru aux éditions les requins marteaux, en 2011.  (ISBN 978-2-84961-114-2)
- Colère noire est une série de bandes dessinées françaises publiées par les humanoïdes associés[44].

Plusieurs mangas contiennent des représentations symboliques de la colère :
- dans Fullmetal Alchemist de Hiromu Arakawa, l'un des sept Homonculus représente la colère. Son nom est Wrath, qui signifie « Colère » en anglais ;
- dans Judge de Yoshiki Tonogai, Ryuhei, le jeune homme au masque de cheval, représente la colère ;
- dans Seven Deadly Sins (en français « Les sept péchés capitaux ») de Nakaba Suzuki, le personnage principal, Meliodas, représente le péché de la colère, symbolisé par un dragon tatoué sur son corps.

### Dans la chanson
- Antisocial est une chanson du groupe de hard rock français Trust, parue sur le deuxième album du groupe Trust, dénommé Répression et distribué en 1980.

- La Rage (chanson) est une chanson du groupe Noir Désir parue sur le premier album Où veux-tu qu'je r'garde ?, distribué en 1987.

- La Rage est une chanson de la chanteuse française Keny Arkana dans l'album Entre ciment et belle étoile, distribué en 2006.

- Ma colère est une chanson de la chanteuse française La Grande Sophie dans l'album Nos Histoires, distribué en 2015.